# Guerre froide (court métrage)
Pour les articles homonymes, voir Cold War (homonymie) et Guerre froide (homonymie).
Pour plus de détails, voir Fiche technique et Distribution.
Guerre froide (Cold War en VO) est un court métrage d'animation américain de la série Dingo, réalisé par Jack Kinney pour Walt Disney Pictures et sorti en 1951.

## Synopsis
À peine arrivé au travail, Dingo alias George Geef doit rentrer chez lui, car il a pris froid. Mais entre les effets du virus et la médication, le repos n'est pas assuré.

## Fiche technique
- Titre original : Cold War
- Titre  français : Guerre froide
- Série : Dingo
- Réalisation :  Jack Kinney
- Scénario  : Dick Kinney, Milt Schaffer
- Layout : Al Zinnen
- Décors : Art Riley
- Animation : Ed Aardal, Hugh Fraser, Wolfgang Reitherman, John Sibley[2]
- Effets d'animation[3] : Jack Boyd
- Musique : Joseph S. Dubin
- Production : Walt Disney
- Société de production : Walt Disney Productions
- Société de distribution : RKO Pictures et Buena Vista Pictures
- Pays :  États-Unis
- Langue :  Anglais
- Format :  Couleur (Technicolor) - 1,37:1 - Son mono (RCA Sound System)
- Durée :  6 min 48[2]
- Dates de  sortie : 
  - États-Unis : 27 avril 1951

## Distribution

### Voix  originales
- Pinto Colvig : Dingo
- John McLeish : le narrateur

### Voix françaises
- Gérard Rinaldi : Dingo
- Jean-Pierre Gernez : le narrateur
- Anne Rochant : la femme de Dingo

## Titre en  différentes langues
- Suède  : Förkylt, Jan Långbens kalla krig

Source : IMDb

## Commentaires
Dingo porte ici pour la première fois le pseudonyme de George Geef. Il le portera à nouveau dans On jeûnera demain (Tomorrow We Diet), sorti un mois plus tard.

## Sorties DVD
- Les Trésors de Walt  Disney : L'Intégrale de Dingo (1939-1961).

## Voir  aussi

### Liens  externes
- « Guerre froide » (présentation de l'œuvre), sur l'Internet Movie Database